# کیت ورنن
کیت ورنن (انگلیسی: Kate Vernon؛ زادهٔ ۲۱ آوریل ۱۹۶۱) هنرپیشه کانادایی است. از فیلم‌هایی که وی در آن نقش داشته‌است می‌توان به بلک‌جک، زیبا در لباس صورتی، زندگی مخفی دختران و جاده خانه ۶۶ اشاره کرد.

## اوایل زندگی
ورنون در تورنتو، انتاریو، کانادا از نانسی وست و بازیگر جان ورنون متولد شد. در هفت سالگی، او با خانواده اش به لس آنجلس، کالیفرنیا نقل مکان کرد، جایی که پدرش شغل خود را دنبال می‌کرد. خواهرش نان ورنون خواننده است.

## حرفه
ورنون از سال ۱۹۸۴ تا ۱۹۸۵ در سریال تلویزیونی فالکون کرست، لورین پرسکات را به تصویر کشید. در طول دهه ۱۹۸۰ او در سریال‌های تلویزیونی مختلفی از جمله Family Ties, Dallas, Remington Steele, Hotel, Murder, She Wrote و مینی سریال I'll 1987 ظاهر شد. منهتن و همچنین فیلم کمدی-درام زیبای صورتی در سال ۱۹۸۶ و کمدی گانگستری Mob Story در سال ۱۹۸۹ را در نظر بگیرید که در آن او در مقابل پدرش ظاهر شد. دیگر آثار اولیه فیلم عبارتند از Alphabet City (1984) و Roadhouse 66 (1985).
در سال ۱۹۹۰ ورنون کاتلین سایر را در یک آرک چهار اپیزودی در "رئیس کیست؟" به تصویر کشید و به دنبال آن در سال ۱۹۹۴ در لس آنجلس لاو به عنوان A.D.A ظاهر شد. بلیندا فاکس (چهار قسمت) و در نش بریج در ۱۹۹۶–۱۹۹۷ در نقش ویتنی توماس (هفت قسمت). در میان بسیاری از نقش‌های دیگر، او در نقش سوفیا در فیلم مالکوم ایکس در سال ۱۹۹۲ بازی کرد، در سال ۱۹۹۲ در فیلم علمی تخیلی ایتالیایی Jackpot ظاهر شد، الکساندرا را در سریال Kindred: The Embraced در سال ۱۹۹۶ به تصویر کشید و در سال ۱۹۹۸ در قسمتی از Star Trek: Voyager ظاهر شد. با عنوان "در جسم". او نقش دکتر راشل استین را در فیلم تلویزیونی Blackjack در سال ۱۹۹۸ بازی کرد.
از سال ۲۰۰۴ تا ۲۰۰۹، ورنون نقش تکراری الن تیگ را در Battlestar Galactica به تصویر کشید. در آوریل ۲۰۰۹، او به عنوان مهمان در CSI: Crime Scene Investigation با عنوان "A Space Oddity" حضور پیدا کرد، که در آن فیلم‌های کوتاه توسط تهیه‌کننده سابق Galactica, Ronald D. Moore و بازیگرانی چون Grace Park و Rekha Sharma نیز به نمایش درآمد. در سال ۲۰۱۰ او به عنوان مهمان در دو قسمت از Heroes ("نزدیک به تو" و "گذر/شکست") در نقش ونسا ویلر بازی کرد و در سال ۲۰۱۴ نقش دایانا سیدنی را در فیلم The 100 و کاپیتان Starfleet سونیا الکساندر در فیلم هواداران Star Trek: Prelude To بازی کرد. آکسانار. در سال ۲۰۱۶، ورنون نقش کارولین مورو را در یک قسمت از NCIS بازی کرد. او در چندین قسمت از سریال Apple TV+ The Morning Show در سال ۲۰۱۹ ظاهر شد. 